# Proctorproef
De proctorproef is een term uit de civiele techniek die wordt gebruikt om de dichtheid van een grondmonster te bepalen zodat men de funderingsstabiliteit van de grond kan vaststellen. De naam verwijst naar de Amerikaanse ingenieur Ralph R. Proctor die in 1933 de eerste varianten van de proef ontwikkelde. Funderingen dienen te worden geplaatst op goed verdichte gronden, als stelregel stelt men dat de grond ten minste 95 à 98% proctordichtheid moet hebben. Zo wordt overmatige zetting na de bouw vermeden.

## Procedure

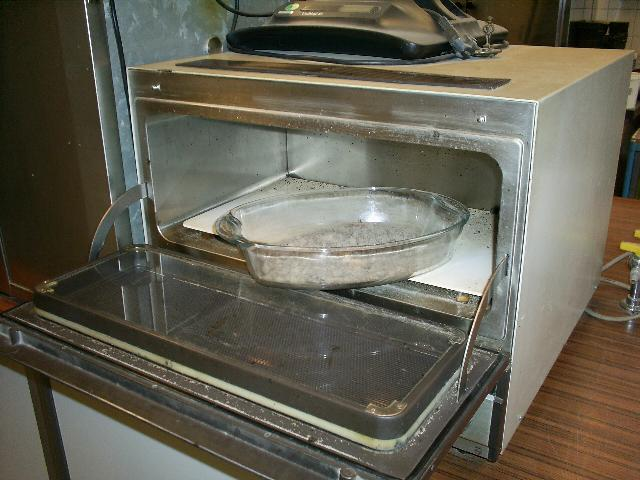
De oven met het droge zand

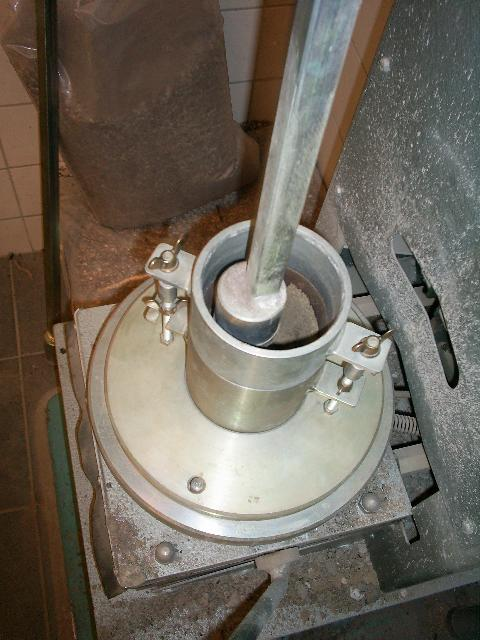
De machine die het monster laag voor laag aanslaat

Er moet eerst worden bepaald wat het vochtgehalte van de genomen grondmonsters is. De grondmonsters worden genomen met een cilinder van een bepaalde inhoud. Het vochtgehalte wordt gemeten door ongeveer 150 gram nat zand uit een monster in de ovenschaal te doen, dit gewicht wordt dan genoteerd. Hierna wordt dit zand enkele minuten verwarmd in een oven. Op regelmatige tijdstippen wordt gewogen en indien het gewicht niet meer dan 0,1% afwijkt van de vorige meting wordt het monster als droog beschouwd. Nu wordt het droge gewicht gemeten, en zo is bekend hoeveel vocht het betreffende monster bevat.
De maximale dichtheid wordt bepaald aan de hand van een test. Een machine met een gewicht van 2,5 kg(normaal) of 4.5 kg (versterkt) met een oppervlakte van 50,8 mm² slaat met 25 (diameter 100mm) of 56(diameter 150 mm) slagen per laag het monster aan, het aantal lagen verschilt per type te testen materiaal (3 tot 5), de lagen zijn gemiddeld 40 mm dik. De foto toont de cilinder met inhoud die wordt aangeslagen door het betreffende gewicht. Op het plaatje is een cilinder met een inhoud van 0,942 dm³ te zien.
Water heeft een dichtheid van 998 kg/m³ en zand heeft een dichtheid van 1600 – 1800 kg/m³.
Zand is dus veel zwaarder. Water in een zandmonster vermindert de hoeveelheid zand en dus wordt de verdichting minder, dit is te meten met bovenstaande proef.
Voor de bepaling van de maximale proctordichtheid gaat men als volgt te werk:
Men begint met een normale waarde (het vochtgehalte zoals deze met het monster was geleverd) en vervolgens voegt men een x aantal % aan water toe en voert de test nogmaals uit. Dit gebeurt zo vaak totdat de dichtheid begint te dalen.
Voor de bodem van de fundering wordt meestal een proctordichtheid van minimaal 95% geëist, voor een toplaag (bovenkant) wordt veelal 98% geëist. 